# Druckminderer

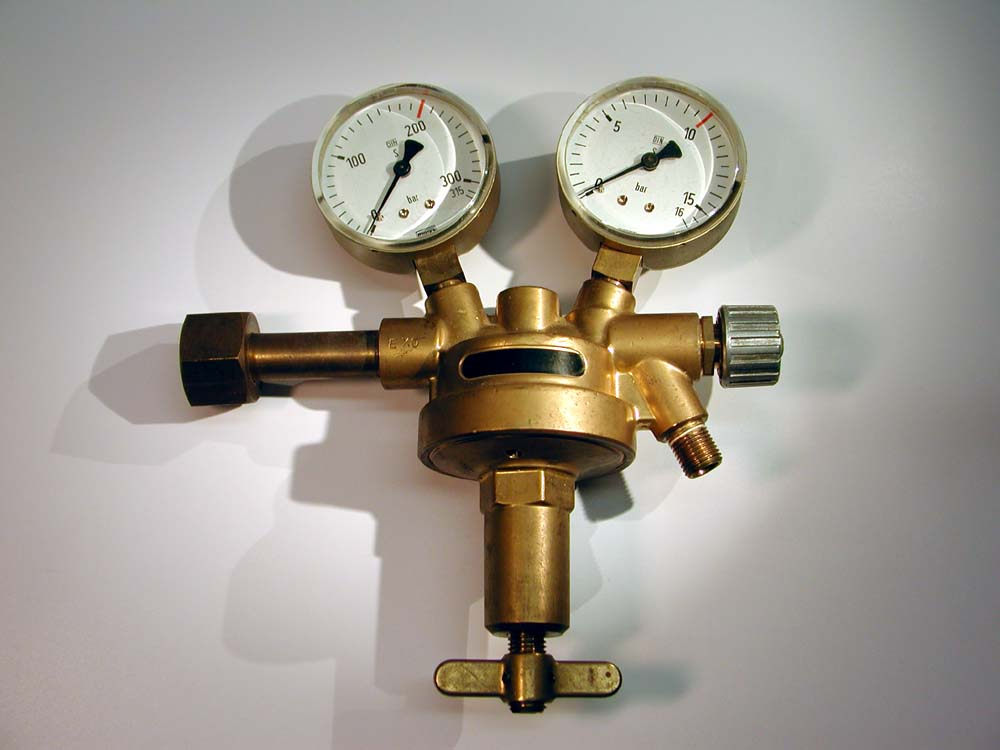
Flaschendruckminderer

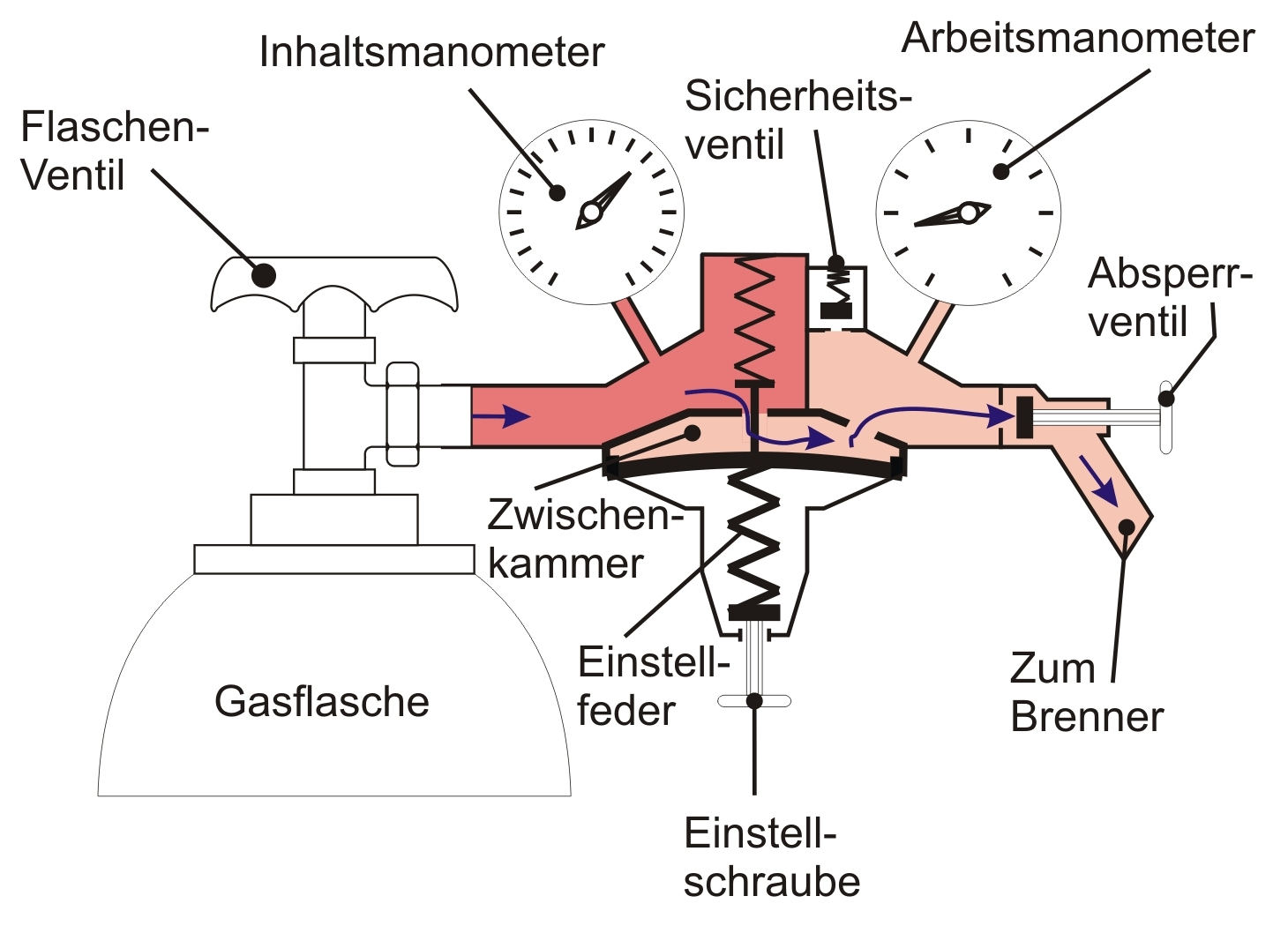
Schema eines einstufigen Flaschendruckminderers

Ein Druckminderer (oder Druckminderungsventil, Reduzierventil, Hinterdruckregler) ist ein Druckventil zum Einbau in ein Schlauch- oder Leitungssystem, das trotz unterschiedlicher Drücke auf der Eingangsseite (Eingangsdruck, Vordruck) dafür sorgt, dass auf der Ausgangsseite ein bestimmter Ausgangsdruck (Hinterdruck) nicht überschritten wird.

## Aufbau und Funktion
Die beiden zentralen Bauteile eines Druckminderers sind der Drucksensor und das mit ihm gekoppelte Ventil.
Die Bauformen können sich je nach Einsatzzweck, dem Medium (Gas oder Flüssigkeit) sowie den erwarteten Drücken unterscheiden, das Prinzip ist jedoch gleichbleibend: Der Druck auf der Ausgangsseite wirkt auf einer Seite auf die Membran, auf der anderen Seite (in der Schemazeichnung die untere) wirken der Luftdruck und eine Einstellfeder. Die Membran ist mechanisch mit dem Ventil gekoppelt. Je höher der Druck auf der Ausgangsseite ansteigt, desto weiter wird das Ventil geschlossen; bei Erreichen des (einstellbaren) Soll-Ausgangsdrucks sperrt es den Durchfluss ab. Erfolgt dieses Verschließen nicht völlig, weil eine Dichtung beschädigt oder verunreinigt ist, so kann der Ausgangsdruck langsam auf so hohe Werte ansteigen, dass sich ein Sicherheitsventil öffnet und abbläst.
Für Soll-Ausgangsdrücke ab 1 bar kann der Druckminderer statt mit einer Membran mit einem Kolben als Druckaufnehmer und daher sehr kompakt gebaut werden. So sind erste Stufen von Tauch- und Atemschutzgeräten und Latexballon-Füllventile kolbengesteuert ausführbar.

## Anwendungsbeispiele

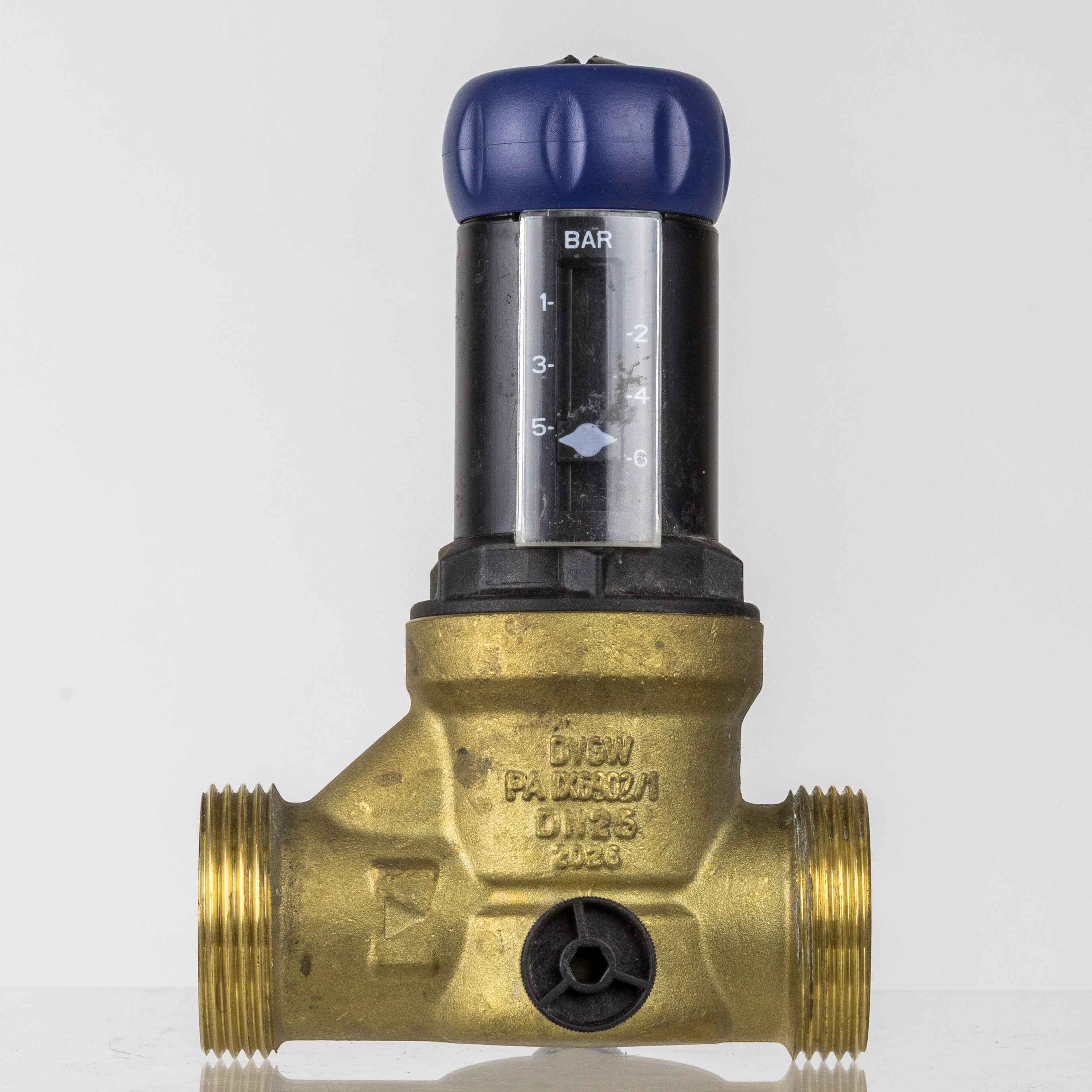
Druckminderer für die Hauswasserversorgung. Der Ausgangsdruck wird mit dem blauen Handrad eingestellt und ist auf der Skala ablesbar.

Der maximale Ruhedruck in Wasserversorgungsnetzen liegt mit 2,0 bar unter dem maximalen Systembetriebsdruck (Maximum Design Pressure, MDP). Wasserversorgungsnetze sind nach DVGW AB W400 Teil 1 auf einen minimalen Systembetriebsdruck von 10 bar auszulegen, um auch höhergelegene Verbraucher ausreichend versorgen zu können. Druckminderer reduzieren den Druck für Häuser oder Wohnungen auf mindestens 2 bar, wobei für jedes weitere Obergeschoss 0,35 bar zu addieren sind. Somit ist die Berücksichtigung der Druckfestigkeit von Heißwasserspeichern und die ausreichende Funktion von Wasserhähnen gewährleistet.
Gas wird städtisch über Hoch- oder Mitteldrucknetze transportiert und in Bezirksregelanlagen (Stationen) mit Druckminderern auf das Druckniveau der Niederdrucknetze zur Versorgung der häuslichen und gewerblichen Verbraucher gebracht. Niederdrucknetze werden z. B. mit den Druckstufen 22/23, 50 oder 90 mbar betrieben. Herkömmliche Gasanlagen (in Ein- oder Mehrfamiliengebäuden) haben einen Fließdruck zwischen 22 und 25 mbar zur Versorgung von Wärmeerzeugern.

Druckminderer, wie er beim Gerätetauchen eingesetzt wird. Die erste Stufe im Schnitt (animiert)

Beim Gerätetauchen mit komprimierter Luft oder einem anderen atembaren Gasgemisch sind die Druckluftflaschen mit einem Druck von 200 bis 300 bar befüllt. Die erste Stufe des Atemreglers reduziert den Druck auf etwa 10 bis 15 bar. Dieser Mitteldruck wird durch die zweite Stufe (mit dem Mundstück) ein weiteres Mal auf den Umgebungsdruck reduziert. Der Wasserdruck steigt pro 10 m Höhenunterschied um etwa 1 bar, so dass (unter Berücksichtigung des Atmosphärendrucks von 1 bar) in 20 m Tiefe ein Druck von etwa 3 bar herrscht.
Druckminderer werden auch in der medizinischen Versorgung mit Sauerstoff oder Narkosegas (Lachgas) sowie in guten Ballonfüllventilen für Helium verwendet.
Beim Betrieb von Heizgeräten oder Gasherden mit Butan- oder Propangasflaschen (z. B. beim Camping) wird an der Flaschenarmatur ein Druckminderer angeschlossen, der den Flaschendruck (Dampfdruck über dem flüssigen Gas) von ca. 10 bar auf den Betriebsdruck des Gerätes von 30 oder 50 oder 150 mbar absenkt. Hier ermöglicht der Druckminderer außerdem die Verwendung von Gummi-Schlauchleitungen, die bei Belastung mit dem vollen Flaschendruck platzen würden. Der Einsatz von Flüssiggas in Freizeitwohnfahrzeugen (Wohnmobile, Wohnwagen) wird im DVGW-Arbeitsblatt G 607 beschrieben.
An Zentraldruckluftanlagen, wie sie meist in Produktionshallen anzutreffen sind, werden Druckminderventile verwendet, um den Druck vom Systemdruck, meist 10 bis 13 bar, auf den für den Arbeitsplatz notwendigen Druck zu reduzieren.